# Marianne Pettersen
Marianne Pettersen, född 12 april 1975 i Oslo, är en norsk fotbollsspelare.
Pettersen började 1994 vid Asker SK, var under följande säsong vid Gjelleråsen IF och mellan 1997 och 2006 åter vid Asker SK. Hon spelade mellan 1994 och året 2000 för landslaget och gjorde 98 matcher samt 66 mål. Hon blev med laget 1995 världsmästare och deltog även 1999 och 2003. Pettersen spelade vid olympiska sommarspelen 1996 samt året 2000.
Marianne Pettersen har gjort 66 mål för Norges damlandslag i fotboll och är därmed den som gjort flest mål för tillfället.